# Rosalind Russell
Rosalind Russell (Waterbury, Connecticut, 4 de juny de 1907 − Los Angeles, Califòrnia, 28 de novembre de 1976) fou una actriu de cinema estatunidenca nominada quatre vegades a l'Oscar, potser més coneguda pel seu paper de periodista a la comèdia de Howard Hawks Lluna nova, així com interpretant el paper de La tia Mame tant a Broadway com en pel·lícula.
És l'actriu (juntament amb Meryl Streep) que més Globus d'Or ha ontingut, amb cinc. És notable que guanyés cada Globus d'Or cada vegada que n'era nominada.

## Joventut
Rossalind Russel va ser la mitjana de set germans en una família benestant en ser el seu pare James Edward un prestigiós advocat i la seva mare, Clara A. Russell (née McKnight), una mestra i una coneguda periodista de modes. Els Russell eren una família catòlica irlandesa-americana. Va rebre el nom d'un vaixell en el qual havien viatjat els seus pares. Va estudiar en un col·legi catòlic com ara el Rosemont College només per a dones de Rosemont, Pennsilvània i el Marymount College de Tarrytown, Nova York, i després va anar a l'American Academy of Dramatic Art de Nova York. Els seus pares pensaven que Russell estava estudiant per convertir-se en professor i no eren conscients que planejava convertir-se en actriu. Quan es va graduar a l'escola d'arts escèniques, Russell va actuar a l'estiu i es va unir a una companyia de repertori a Boston. A principis dels 30, Russell va començar a fer papers a Broadway fins que el 1934, entra al món del cinema en firmar un contracte amb la Metro-Goldwyn-Mayer, en una dura pugna amb la Universal.

## Carrera

### Carrera inicial
Russell va començar la seva carrera com a model i va estar en molts espectacles de Broadway. En contra de les objeccions dels pares, va ocupar una feina en una societat anònima durant set mesos a Saranac Lake, Nova York, i després a Hartford, Connecticut. Després es va traslladar a Boston, on va actuar durant un any en un grup de teatre per a Edward E. Clive. Més tard, va aparèixer en una revista a Nova York (The Garrick Gaieties). Allà, va prendre lliçons de veu i va tenir una breu carrera a l'òpera, que es va interrompre perquè tenia dificultats per assolir les notes agudes.

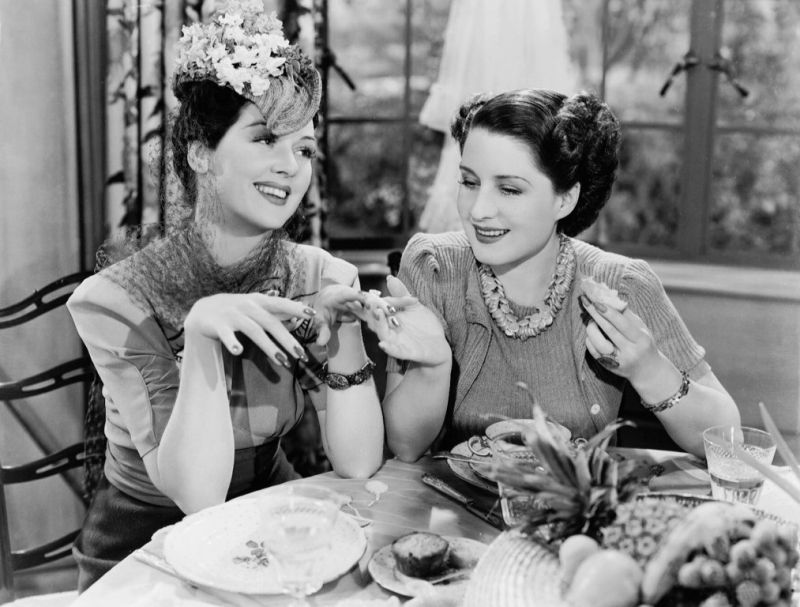
Rosalind Russell amb NormaShearer

A principis de la dècada de 1930, Russell va anar a Los Angeles, on va ser contractada com a interprete contractada per a Universal Studios. Quan va arribar per primera vegada al iot, va ser ignorada per la majoria de la tripulació i més tard va dir a la premsa que se sentia terrible i humiliada a Universal, la qual cosa va afectar la seva autoconfiança. Descontenta amb el lideratge d'Universal i l'estatus d'estudi de segona classe en aquell moment, Russell va posar els seus ulls en Metro-Goldwyn-Mayer i va poder sortir del seu contracte amb Universal segons els seus propis termes. Quan MGM es va acostar per primera vegada a ella per a una prova de pantalla, Russell es va mostrar cautelosa, recordant la seva experiència a Universal. No obstant això, quan va conèixer Benny Thau i Ben Piazza de MGM, es va sorprendre, ja que eren "l'ànima de la comprensió". La seva prova de pantalla va ser dirigida per Harold S. Bucquet, i més tard va recordar que va ser contractada a causa d'un primer pla que li va fer.
Amb contracte amb MGM, Russell va debutar a Evelyn Prentice (1934). Encara que el paper era petit, va rebre bons avís, amb un crític que va dir que era ""convincent com la dona menyspreava". Va protagonitzar moltes comèdies com Forsaking All Others (1934) i Four's a Crowd (1938), així com drames, com Craig's Wife (1936) (la segona de les tres adaptacions cinematogràfiques de l'obra homònima; Joan Crawford va protagonitzar), en el tercer) i The Citadel (1938). Russell va ser aclamada quan va protagonitzar amb Robert Young el drama de la MGM West Point of the Air (1935). Un crític va escriure: "Rosalind Russell com l'"altra dona" de la història dona un maneig intel·ligent i hàbil a les seves escenes amb Young". Mirna Loy, ja que va assumir molts papers per als quals Loy es va establir inicialment.

En els seus primers anys a Hollywood, Russell es va caracteritzar, tant en la seva vida personal com en la seva carrera cinematogràfica, com una "dama" sofisticada. Això va insatisfet Russell, que va dir en una entrevista de 1936:
Ser descrita com una dama, és la major desgràcia possible per a una actriu de cinema. Limita les teves caracteritzacions, et limita a fer jocs i amenaces femenines i el públic mai no aprova gaire cap de les dues. Una dama vestida impecablement sempre es veu amb sospita a la vida real i quan et passes a la pantalla amb roba bonica i maneres encantadores, el més ingenu dels espectadors del teatre sent immediatament que estàs en condicions de no fer cap bé a l'heroi. Vull allunyar-me d'això sincerament. En primer lloc, perquè vull millorar la meva carrera i la meva vida professional i, en segon lloc, perquè estic cansada de ser un cavallet de roba, una mena d'orquídies d'hivernacle en un rodal de flors silvestres.
Russell va demanar ajuda al director Frank Lloyd per canviar la seva imatge, per al contrari, Lloyd la va presentar com una aristòcrata rica a Under Two Flags (1936). Aleshores va ser elegida per interpretar a Sylvia Fowler a la comèdia The Women (1939), dirigida per George Cukor. La pel·lícula va ser un gran èxit, va impulsar la carrera de Russell i va establir la seva reputació com a còmica.
Russell va continuar mostrant el seu talent per a la comèdia a la clàssica comèdia His Girl Friday (en català, Lluna nova (1940), dirigida per Howard Hawks. A la pel·lícula, una reelaboració de la història de Ben Hecht The Front Page, Russell interpreta a la periodista astuta Hildy Johnson, que també era l'exdona del seu editor de diari Walter Burns (Cary Grant). Russell havia estat, com ella va dir, "la quinzena opció de tothom" per al paper de Hildy a la pel·lícula. Abans de ser elegida, Howard Hawks havia preguntat a Katharine Hepburn, Irene Dunne, Claudette Colbert, Jean Arthur, Margaret Sullavan i Ginger Rogers si els agradaria interpretar a la periodista descarada i ràpida de la seva pel·lícula. Totes elles si van negar. Russell es va assabentar d'això mentre anava en tren cap a Nova York, quan va llegir un article a The New York Times que afirmava que havia estat seleccionada per a la pel·lícula i enumerava totes les actrius que havien rebutjat el paper.

### Carrera posterior
Durant aquella època, va intervenir en diverses pel·lícules amb papers secundaris i no seria fins al seu paper a la pel·lícula de Howard Hawks His Girl Friday (1940), quan el nom de Rosalind Russell salta al panorama internacional com a estrella de primer ordre fent parella amb Cary Grant.
A la dècada de 1940, Russell va fer més comèdies com The Feminine Touch (1941), de Van Dyke, This Thing Called Love (1941) d'Alexander Hall, Take a Letter, Darling (1942) de Mitchell Leisen i My Sister Eileen (todes dues de 1942), drames com Sister Kenny (1946) de Dudley Nichols i Mourning Becomes Electra (1947) i un misteri d'assassinat: The Velvet Touch (1948) de Jack Gage.

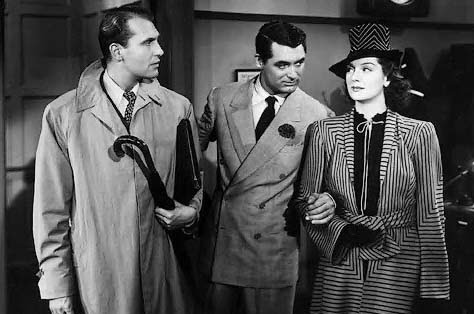
Amb Cary Grant i Ralph Bellamy a His Girl Friday (1940)

A la dècada dels anys 40, va intercalar els seus papers en el cinema amb la seva tornada al teatre, destacant Bell, Book and Candle (1951), on va guanyar un Premi Tony. Russell va obtenir un gran èxit a Broadway amb la seva actuació guanyadora del premi Tony a Wonderful Town (1953), una versió musical de la seva exitosa pel·lícula d'una dècada abans, My Sister Eileen. Russell va repetir el seu paper protagonista per a un especial de televisió de 1958.

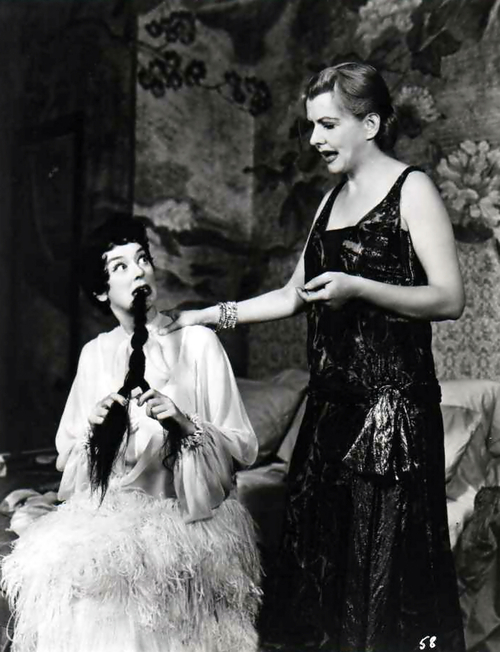
Rosalind Russell (esquerra) i Polly Rowles a la producció original de Broadway de Auntie Mame (1957)

Va continuar apareixent a pel·lícules fins a mitjans de la dècada de 1960, com Picnic (1955), A Majority of One (1961), Five Finger Exercise (1962), Gypsy (1962), The Trouble with Angels (1966) i la seva seqüela Where Els àngels, els problemes segueixen (1968). Russell va ser l'opció lògica per repetir el seu paper com a tia Mame quan la versió musical de Mame es va establir per a una producció a Broadway el 1966, però ella va declinar per raons de salut.

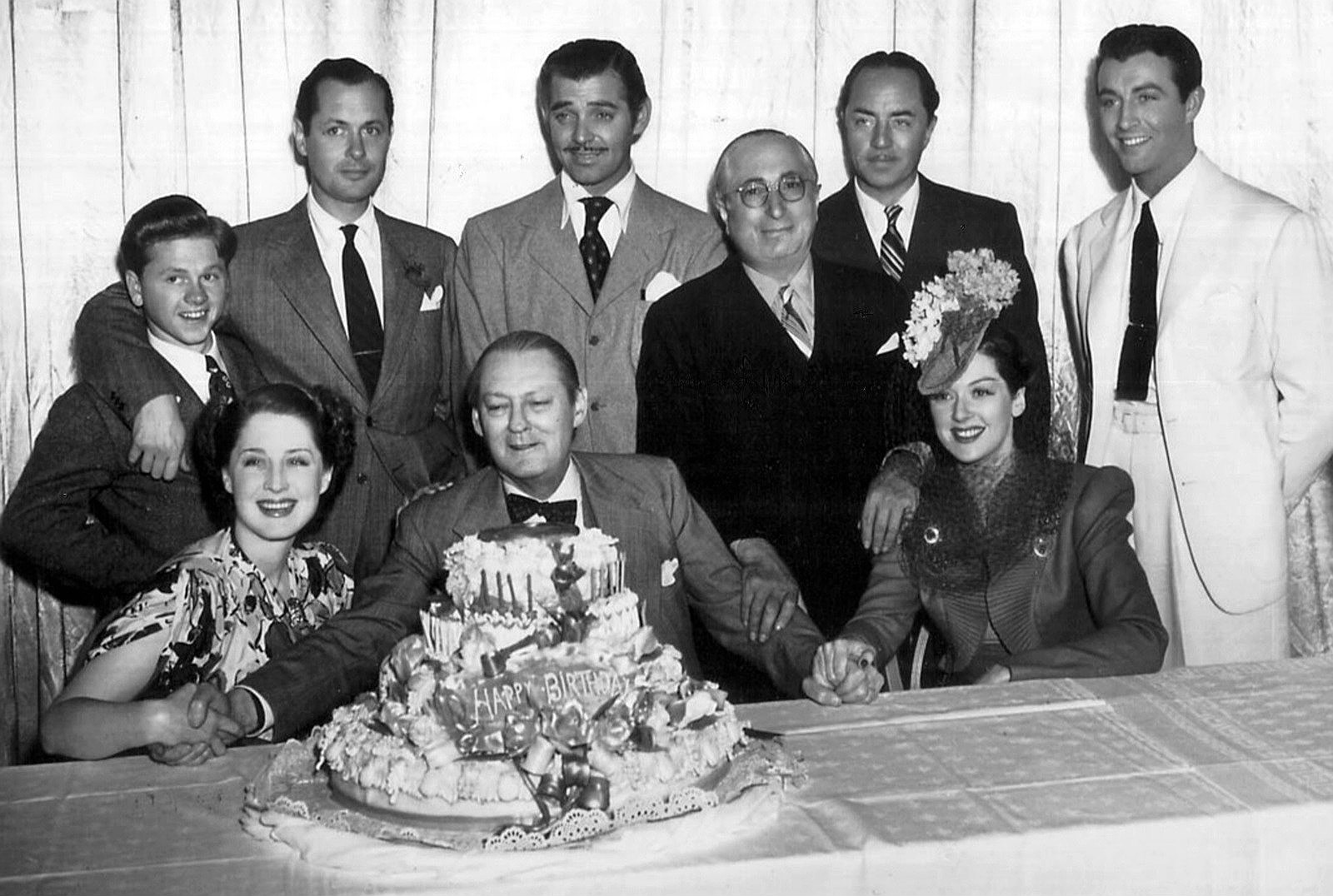
61è aniversari de Lionel Barrymore el 1939, dempeus: Mickey Rooney, Robert Montgomery, Clark Gable, Louis B. Mayer, William Powell, Robert Taylor, asseguts: Norma Shearer, Lionel Barrymore i Rosalind Russell

A més de la seva carrera d'actriu, Russell (amb el nom de C.A. McKnight) també va escriure la història per a la pel·lícula The Unguarded Moment (1956), una història d'assetjament sexual protagonitzada per Esther Williams. Russell va utilitzar el pseudònim C.A. McKnight de nou l'any 1971, quan se li va acreditar com a guionista per adaptar la novel·la The Unexpected Mrs. Pollifax al guió de Mrs. Pollifax-Spy, en la qual també va protagonitzar. Va ser l'últim paper de Russell a la gran pantalla.

## Filmografia
- Evelyn Prentice (1934)
- The President Vanishes (1934)
- Forsaking All Others (1934)
- The Night Is Young (1935)
- The Casino Murder Case (1935)
- West Point of the Air (1935)
- Reckless (1935)
- China Seas (1935)
- Rendezvous (1935)
- It Had to Happen (1936)
- Under Two Flags (1936)
- Trouble for Two (1936)
- Craig's Wife (1936)
- Night Must Fall (1937)
- Live, Love and Learn (1937)
- Man-Proof (1938)
- Four's a Crowd (1938)
- The Citadel (1938)
- Fast and Loose (1939)
- The Women (1939)
- Lluna nova (1940)
- No Time for Comedy (1940)
- Hired Wife (1940)
- Allò que en diuen amor (This Thing Called Love) (1940)
- They Met in Bombay (1941)
- The Feminine Touch (1941)
- Design for Scandal (1941)
- Take a Letter, Darling (1942)
- My Sister Eileen (1942)
- Flight for Freedom (1943)
- What a Woman! (1943)
- Roughly Speaking (1945)
- She Wouldn't Say Yes (1945)
- La germana Kenny (Sister Kenny) (1946)
- The Guilt of Janet Ames (1947)
- Mourning Becomes Electra (1947)
- The Velvet Touch (1948)
- Tell It to the Judge (1949)
- A Woman of Distinction (1950)
- Never Wave at a WAC (1952)
- The Girl Rush (1955)
- Picnic (1955)
- La tia Mame (Auntie Mame) (1958)
- A Majority of One (1961)
- Five Finger Exercise (1962)
- La reina del vodevil (Gypsy) (1962)
- The Trouble with Angels (1966)
- Oh Dad, Poor Dad, Mama's Hung You in the Closet and I'm Feeling So Sad (1967)
- Rosie! (1967)
- Where Angels Go, Trouble Follows (1968)
- Mrs. Pollifax - Spy (1971)

## Premis i nominacions

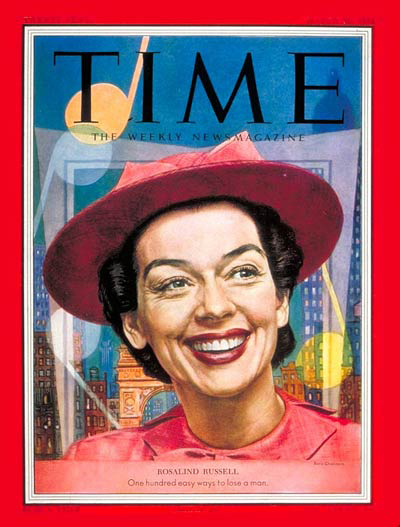
Rosalind Russell a Wonderful Town, a la portada de Time (30 de març de 1953)

### Premis
- 1947: Globus d'Or a la millor actriu dramàtica per La germana Kenny
- 1948: Globus d'Or a la millor actriu dramàtica per Mourning Becomes Electra
- 1959: Globus d'Or a la millor actriu musical o còmica per La tia Mame
- 1962: Globus d'Or a la millor actriu musical o còmica per A Majority of One
- 1963: Globus d'Or a la millor actriu musical o còmica per La reina del vodevil
- 1973: Premi Humanitari Jean Hersholt

### Nominacions
- 1943: Oscar a la millor actriu per My Sister Eileen
- 1947: Oscar a la millor actriu per La germana Kenny
- 1948: Oscar a la millor actriu per Mourning Becomes Electra
- 1959: Oscar a la millor actriu per La tia Mame
- 1960: BAFTA a la millor actriu estrangera per La tia Mame

## Vida personal

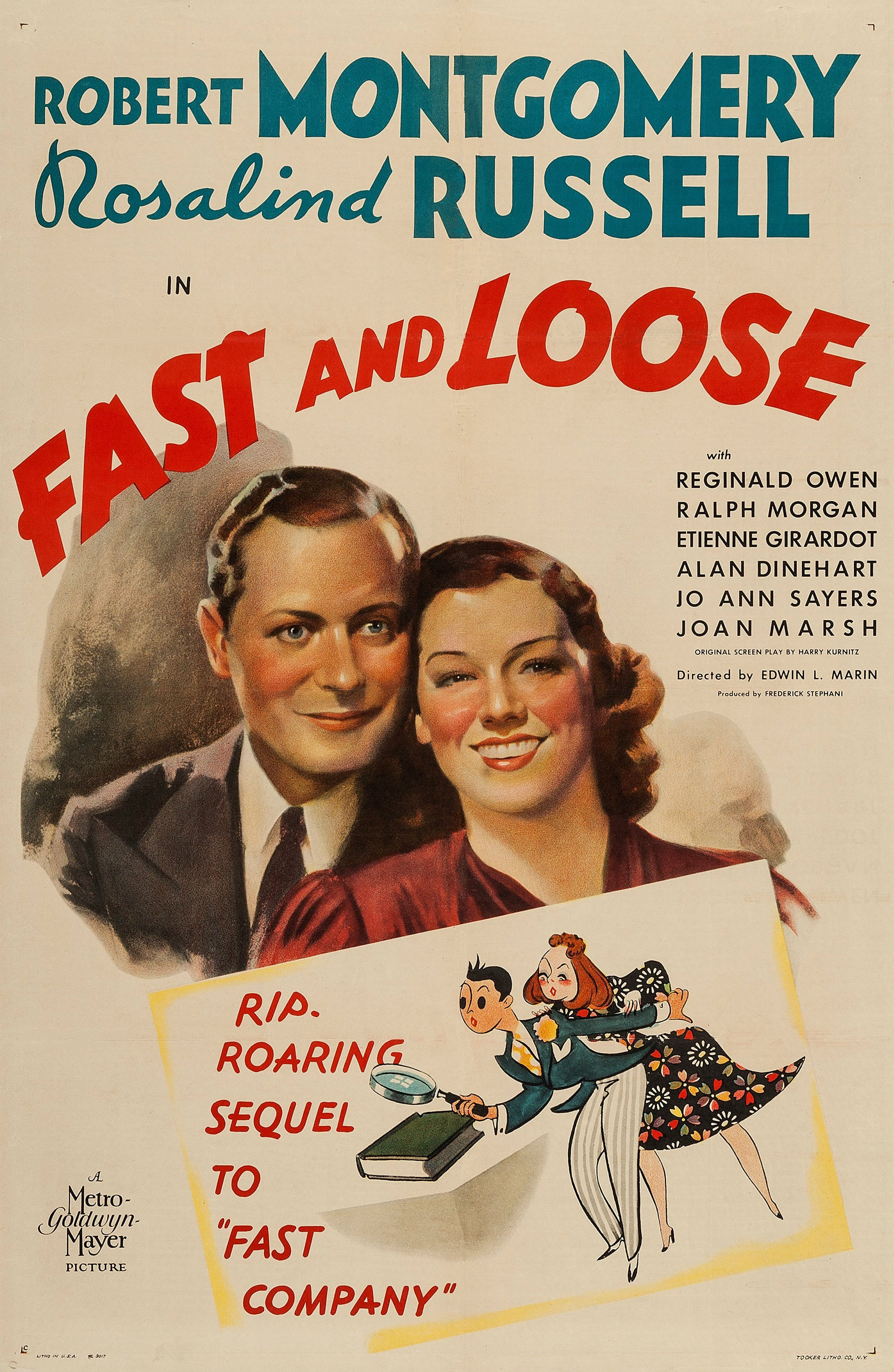
"Fast and Loose" (film del 1939).

El 25 d'octubre de 1941, Russell es va casar amb el productor danès-americà Frederick Brisson (1912–1984), fill de l'actor Carl Brisson. Cary Grant va ser el responsable de la trobada de la parella i va ser el padrí del casament de Frederick i Rosalind. Brisson havia estat viatjant d'Anglaterra als Estats Units en vaixell l'any 1939, i The Women actuaba en un bucle interminable durant el viatge. Després d'escoltar l'àudio de la pel·lícula dia rere dia mentre viatjava, Brisson va decidir que era millor seure i veure tota la pel·lícula. Es va enamorar tant de l'actuació de Russell com Sylvia Fowler que es va dirigir als seus amics i va proclamar: "O mataré a aquella noia, o em casaré amb ella".
Brisson es va quedar amb Cary Grant a la seva casa d'hostes mentre Grant filmava His Girl Friday. En saber que Grant estava fent la pel·lícula amb Russell, Brisson va preguntar al seu amic si podia conèixer-la. Cary Grant va passar setmanes saludant a Russell cada matí al plató amb la pregunta "Has conegut Freddie Brisson?" en un esforç per despertar la curiositat de l'actriu. Una nit, quan en Russell va obrir la porta per deixar entrar en Grant abans que anessin a ballar, com feien sovint, el va trobar dret al costat d'un desconegut. Grant va explicar tímidament que l'home estrany era Freddie Brisson, l'home a qui havia esmentat tantes vegades, i van marxar a sopar, amb Freddie al remolc.
Russell i Brisson van estar casats durant 35 anys, fins a la seva mort. Van tenir un fill el 1943, un fill, Carl Lance Brisson. Russell era un republicà registrat que va donar suport a la campanya de 1960 de Richard Nixon. Russell era un catòlic devot i membre de la Parròquia del Bon Pastor i del Gremi Catòlic de Cinema de Beverly Hills, Califòrnia.

## Mort

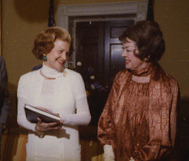
Sis mesos abans de la seva mort, Russell es reuneix amb la primera dama Betty Ford (ella mateixa supervivent del càncer de mama) a la Casa Blanca l'11 de maig de 1976.

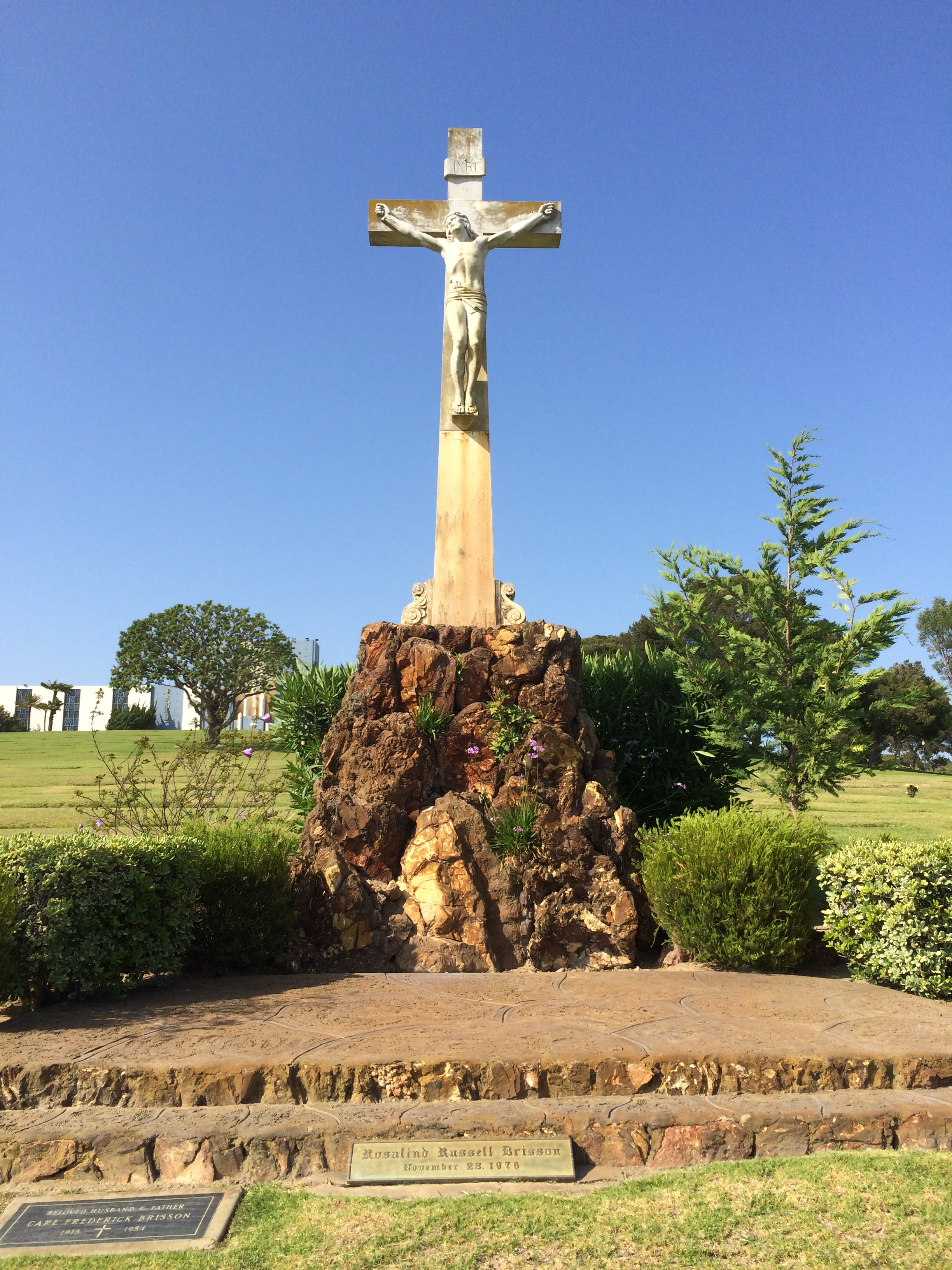
Tomba de Rosalind Russell al cementiri de la Santa Creu

Russell va morir de càncer de mama el 28 de novembre de 1976. Li van sobreviure el seu marit i el seu fill. Està enterrada al cementiri de Holy Cross a Culver City, Califòrnia.
Russell té una estrella al Passeig de la Fama de Hollywood al bloc 1700 de Vine Street. La seva autobiografia Life Is a Banquet, escrita amb Chris Chase, es va publicar un any després de la seva mort. El pròleg (escrit pel seu marit) afirma que Russell va tenir una crisi mental el 1943. No va actuar en pel·lícules el 1944. Els detalls són escassos, però el llibre indica que els problemes de salut i la mort d'una germana i un germà van ser factors importants, conduint a la seva ruptura. Russell tenia artritis reumatoide, i actualment un centre d'investigació de l'artritis a la Universitat de Califòrnia, San Francisco, porta el seu nom.
L'any 2009, la pel·lícula documental Life Is a Banquet: The Life of Rosalind Russell, narrada per Kathleen Turner, es va projectar en festivals de cinema d'arreu dels Estats Units i en algunes estacions de PBS.